# Monestir de la Immaculada
El Monestir de la Immaculada o Convent de la Puríssima, és un edifici religiós situat al carrer Alter del municipi de Torrent. És Bé de Rellevància Local amb identificador nombre 46.14.244-006 construït l'any 1965.